# Casa Sabartès (Banyeres del Penedès)
La casa Sabartès és un edifici de Banyeres del Penedès (Baix Penedès) inclòs a l'Inventari del Patrimoni Arquitectònic de Catalunya.

## Descripció
L'edifici principal de tot el conjunt de Sabartès és l'habitatge dels amos. Sabartès és compost a més per l'habitatge dels masovers i una sèrie de magatzems, tot això és rodejat per unes petites torres cilíndriques i uns murs que donen un caire molt defensiu a tot el conjunt. L'edifici principal és d'enormes dimensions.
Antigament la façana principal era l'actual part posterior de la casa on encara es troben uns meravellosos jardins. L'actual façana principal denota l'existència d'un cos central dividit per cornises que presenta tres plantes. Els baixos tenen unes portes balconeres i la porta d'accés amb arc de mig punt. El pis noble té quatre portes balconeres. Les golfes presenten unes finestres semicirculars. Al costat dret hi ha una galeria d'arc de mig punt emmerletada. A l'esquerra es troba un cos quadrat que sobresurt i és compost per dues plantes, darrere del qual ressalta una torre de cobertes a quatre vessants.

## Història
La gran casa senyorial de Sabartès, l'any 1846, era propietat de Joaquim Canals de Foraster, veí de Tarragona. Hi havia 14 veïns, quatre de la masia i la resta de les masies del voltant. Posteriorment passà a ser propietat de Ramon de Morenés i Garcia Alesson, el qual reunia els títols de Comte de El Asalto, Marquès de Griny i Baró de les Cinc Torres, i que fou diputat per Tarragona. Aquest nou propietari donà a la casa el seu caire senyorial (segle xix). El Comte de El Asalto posseïa també les altres propietats: Cal Garriga de Saifores, el Molí del Blanquillo, etc., les quals foren repartides entre els seus fills. Després, Sabartès fou heretat per la seva filla Maria Teresa.